# Ganonema odaenum
Ganonema odaenum är en nattsländeart som beskrevs av Kobayashi 1989. Ganonema odaenum ingår i släktet Ganonema och familjen Calamoceratidae. Inga underarter finns listade i Catalogue of Life.